# 松村良太
松村 良太（まつむら りょうた、1977年10月6日 - ）は、日本の俳優。千葉県出身。身長167cm、血液型はO型。劇団NLT退団後、株式会社A4所属。

## 出演作品

### テレビ
- 光れ隻眼〇.〇六（1990年 日本テレビ系列）
- 坂の上の雲 （2009年 NHK　 関甲七郎　役）
- 龍馬伝 （2010年 NHK大河ドラマ 　レギュラー　新宮馬之助　役）
- 仮面ライダーオーズ/OOO （2011年　テレビ朝日系列　第17話　副師範　役）
- CONTROL〜犯罪心理捜査〜 （2011年　フジテレビ系列　吉崎徹　役）
- TAROの塔 （2011年 NHK）
- 絶対零度〜特殊犯罪潜入捜査〜 （2011年　フジテレビ系列　皆川謙哉　役）
- 真珠湾からの帰還〜軍神と捕虜第一号〜 （2011年　NHK 負傷兵　役）

### 映画
- エクレール・お菓子放浪記　（2011年公開　監督:近藤明男　伊集院鉄太郎　役）

### CF
- 日本マクドナルド
- アイシティコンタクト

### 舞台
- 緋い記憶（2000年 みゆき館劇場）
- アウト オブ オーダー（2001年 みゆき館劇場）
- 記憶の窓（2003年 内幸町ホール）
- 毒薬と老嬢
- 美しい日々（2003年 内幸町ホール）
- ―初恋（2004年 みゆき館劇場）
- 宴会泥棒（2004年/2007年 博品館劇場）
- 犯人は私だ!（2005年 博品館劇場）
- ニールとサイモン そしてガーファンクル（2005年 「劇」小劇場）
- アルバニアン ドリーム（2006年 シアターχ）
- 佐賀のがばいばあちゃん（2007年 俳優座劇場）
- オー!マイ パパ（2009年 シアターグリーン）
- 3億ぽっちでどうなるもんかよ（2009年 みゆき館劇場）
- ペン（2010年 俳優座劇場）
- 水族館（2011年 みゆき館劇場）
- たくらみと恋（2012年 劇場ホープ）
- 子どもと大人のための朗読劇「青い鳥」（2012年 冨山房フォリオ）
- 群盗（2013年 BONBON）
- 12匹（Theater 045 syndicate  2014年 相鉄本多劇場）
- ブラウニング　バージョン（雷ストレンジャーズ 作:テレンス・ラティガン 2014年 シアターサンモール）
- フォルケフィエンデー人民の敵ー（雷ストレンジャーズ 作:ヘンリック・イプセン 2015年 サンモールスタジオ）
- 断髪にセレナーデ(海千山千 2016年10月 小劇場B1)
- フォルケフィエンデー人民の敵ー』(雷ストレンジャーズ 再演 第3回東京ミドルシアターフェスティバル 『国際演劇祭　イプセンの現在』参加作品　2016年12月 シアターχ)
- 緑のオウム亭ー1幕のグロテスク劇ー』(雷ストレンジャーズ 作：アルトゥル・シュニッツラー　2017年3月 小劇場B1)